# Ołeksandr Sewidow
Ołeksandr Wołodymyrowycz Sewidow, ukr. Олександр Володимирович Севідов, ros. Александр Владимирович Севидов, Aleksandr Władimirowicz Siewidow (ur. 18 lipca 1969 w Doniecku) – ukraiński piłkarz, grający na pozycji napastnika, trener piłkarski.

## Kariera piłkarska

### Kariera klubowa
Wychowanek szkółki piłkarskiej w Doniecku. Jako 17-latek debiutował w Szachtar-d Donieck. Potem odbywał służbę wojskową w CSKA-2 Moskwa. W 1990 został piłkarzem Zorii Ługańsk, skąd w 1993 przeszedł do Torpeda Moskwa. Jednak nie potrafił przebić się do podstawowego składu i powrócił na Ukrainę. Występował w zespołach Metałurh Zaporoże i Dynamo Ługańsk, a w 1995 ponownie wyjechał do Rosji, gdzie bronił barw klubu UrałAZ Miass. Po sezonie powrócił na Ukrainę, gdzie został piłkarzem Krywbasa Krzywy Róg. Karierę piłkarską zakończył w Metałurhu Donieck.

## Kariera trenerska
Po zakończeniu kariery zawodniczej rozpoczął karierę trenerską. W latach 2001–2006 z przerwami pracował w Metałurhu Donieck. W 2004–2005 prowadził Stal Dnieprodzierżyńsk. W kwietniu 2006 otrzymał trenerski dyplom-PRO UEFA. W 2006–2007 trenował Helios Charków. Po pracy z Zimbru Kiszyniów w październiku 2009 objął stanowisko głównego trenera Krymtepłyci Mołodiżne. W marcu 2011 podał się do dymisji, a już 6 kwietnia 2011 objął stanowisko głównego trenera Zakarpattia Użhorod. 26 maja 2013 podał się do dymisji. 19 czerwca 2013 r. podpisał 3-letni kontrakt z Karpatami Lwów. Jednak po roku 16 czerwca 2014 za obopólną zgodą zrezygnował z dalszej współpracy z lwowskim klubem. 4 czerwca 2015 został mianowany na stanowisko głównego trenera Metalista Charków. 18 kwietnia 2016 podał się do dymisji. 21 czerwca objął prowadzenie Illicziwcem Mariupol. 22 września 2017 za obopólną zgodą kontrakt został anulowany. 18 stycznia 2019 stał na czele bułgarskiego klubu Wereja Stara Zagora.

## Sukcesy i odznaczenia

### Sukcesy trenerskie
- brązowy medalista Mistrzostw Ukrainy: 2003